# Himeka Arita
Himeka Arita (en japonés: 有田ひめか, Arita Himeka) (Prefectura de Iwate, 28 de mayo de 1997) es una luchadora profesional japonesa reconocida por su participación en la promoción World Wonder Ring Stardom.

## Carrera profesional

### Circuito independiente (2017-presente)
Antes de firmar con Stardom, Arita trabajó como independiente para varias promociones. Hizo su debut en la lucha libre profesional en Actwres girl'Z, en el AgZ Act 26, un evento que tuvo lugar el 23 de diciembre de 2017, donde formó equipo con Kakeru Sekiguchi y MiyukiTakase para enfrentarse a Nao Kakuta, Saori Anou y Tae Honma en un combate por equipos de seis mujeres. Desafió sin éxito a Takase por el Campeonato vacante de AgZ en el Korakuen Hall de Tokio el 6 de noviembre de 2019. Arita compitió una vez para All Japan Pro Wrestling, en AJPW GROWIN' UP Vol.10, el 25 de enero de 2018, donde cayó ante Natsumi Maki. En New Ice Ribbon #951 el 31 de marzo de 2019, Arita hizo equipo con Hiragi Kurumi en un esfuerzo perdedor ante Akane Fujita y Risa Sera en un combate de equipo de etiqueta hardcore. En Oz Academy Come Back To Shima!, un evento promovido el 26 de mayo de 2019, Arita compitió en una batalla real que también involucró a Mika Akino, Hiroyo Matsumoto, Sonoko Kato, Yoshiko y otros.

### New Japan Pro Wrestling (2021)
Arita trabajó en un combate de exhibición para New Japan Pro Wrestling el 5 de enero de 2021, en la segunda noche de Wrestle Kingdom 15, donde hizo equipo con Natsupoi y Maika en un esfuerzo perdedor ante Queen's Quest's (AZM, Saya Kamitani y Utami Hayashishita).

### Pro Wrestling Wave (2018-2020)
El 22 de abril de 2018, Arita debutó en la Pro Wrestling Wave en el WAVE Young Vol. 38 ~ Mika Iida Retirement Special en Shin-Kiba 1st Ring, donde hizo equipo con Fairy Nihonbashi y Moeka Haruhi en un esfuerzo perdedor ante Akane Fujita, Rina Yamashita y Rin Kadokura. Participó en el torneo Catch the Wave de 2019, situándose en el "Visual Block" y sumando un punto tras competir contra Nagisa Nozaki, Hikaru Shida y Yumi Ohka. Uno de los combates notables en los que luchó fue en el WAVE 12th Anniversary del 12 de agosto de 2019, donde formó equipo con Miyuki Takase como The Beginning y desafió sin éxito a Sakura Hirota y Yuki Miyazaki por el Wave Tag Team Championship.

### World Wonder Ring Stardom (2020-presente)
Arita debutó en Stardom el 21 de junio de 2020, en Stardom FC My Stardom ~ Stardom Is Again!, como miembro misterioso para Giulia, Syuri y Maika, con las que formó equipo para derrotar a Stars (Mayu Iwatani, Tam Nakano, Starlight Kid y Saya Iida). Se reveló como el nuevo fichaje de Donna Del Mondo, liderada por Giulia. Participó en el 5STAR Grand Prix 2020, consiguiendo un total de once puntos tras competir contra Tam Nakano, su compañera de stable Giulia, Starlight Kid, Saya Kamitani, Death yama, Mayu Iwatani y Konami. Cayó ante Utami Hayashishita en la final del 19 de septiembre. En la edición de 2020 de la Goddesses of Stardom Tag League, Arita formó equipo con su compañera de stable Syuri bajo el seudónimo "Grab The Top", colocándose en el "Blue Goddess Block", y consiguiendo un total de seis puntos tras competir contra los equipos de MOMOAZ (Momo Watanabe y AZM, Black Widows (Natsuko Tora y Saki Kashima), Stars (Tam Nakano y Mina Shirakawa) y Color Me Pop (Riho y Gokigen Death).
En la segunda noche del programa Stardom Go To Budokan! Valentine Special del 24 de febrero de 2021, Arita formó equipo con Maika para derrotar a Bea Priestley y Konami de Oedo Tai por el Campeonato de la Diosa del Stardom. En el Stardom 10th Anniversary ~Hinamatsuri All-Star Dream Cinderella~, el 3 de marzo de 2021, Arita y Himeka derrotaron a Natsuko Tora y Saki Kashima para retener los títulos. Un mes más tarde, en el Stardom Yokohama Dream Cinderella 2021, el 4 de abril, perderían los títulos frente a sus compañeras de stable Giulia y Syuri, sin que se produjeran más altercados tras el combate. En el Stardom Cinderella Tournament 2021, Arita derrotó a Hanan en un combate de primera ronda el 10 de abril y a Mayu Iwatani en los cuartos de final del 14 de mayo, pero cayó ante Saya Kamitani en las semifinales que tuvieron lugar el 12 de junio.

## Campeonatos y logros
- World Wonder Ring Stardom
  - Goddess of Stardom Championship (1 vez) – con Maika[16]
  - Artist of Stardom Championship (1 vez) – con Maika y Natsupoi
  - 5★Star GP Award (1 vez)
- Seadlinnng
  - Beyond the Sea Tag Team Championship (1 vez) – con MiyukiTakase